# Teihivenator
Genre
Espèce

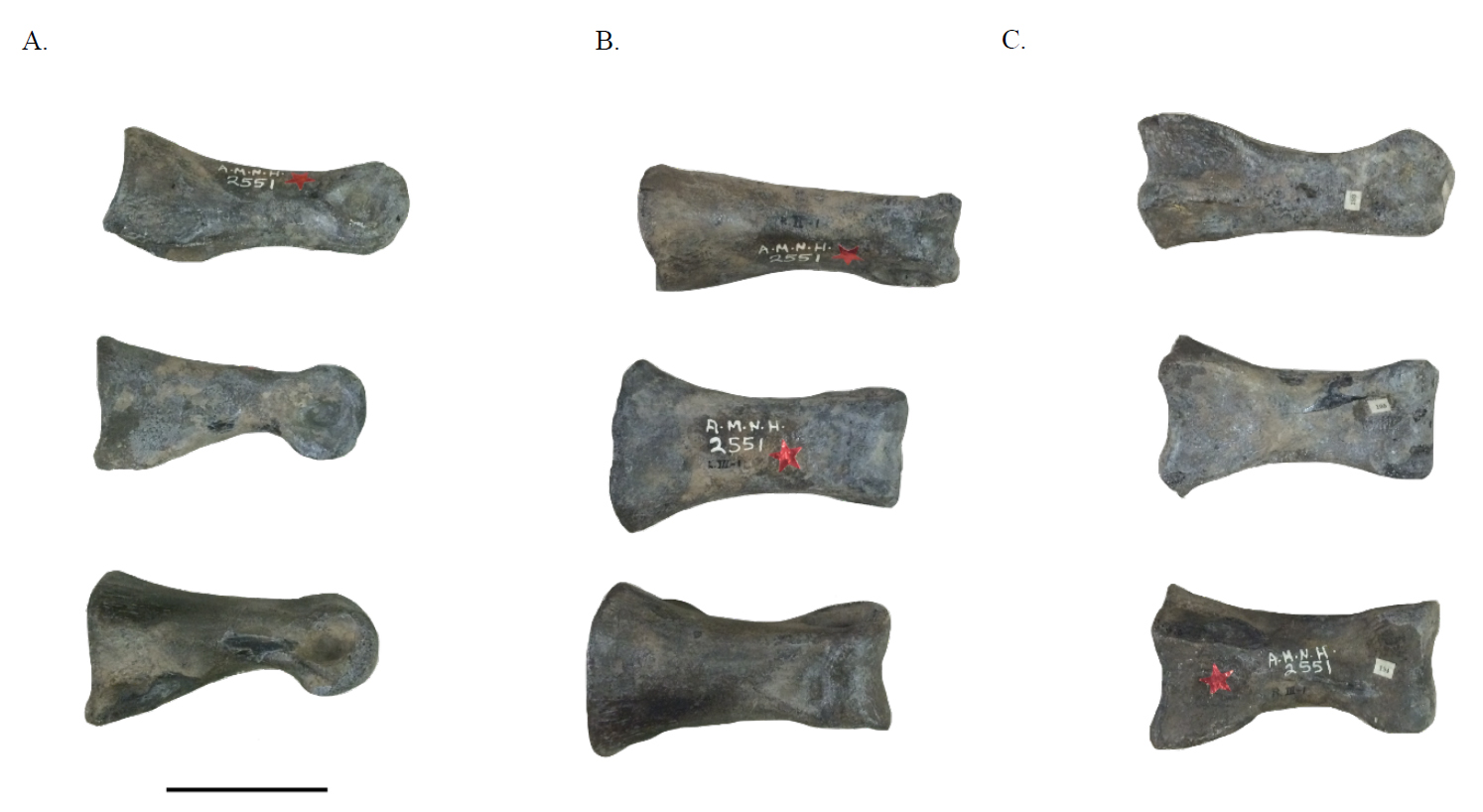
Phalanges de "Teihivenator" appartenant en fait à un ornithomimosaure.
La barre horizontale représente 5 cm.

Teihivenator est un genre éteint douteux de dinosaures théropodes de la super-famille des Tyrannosauroidea ont été découverts dans la formation géologique de Navesink dans le New Jersey, ayant vécu à la fin du Crétacé supérieur, il y a environ de 70 à 66 millions d'années.
Les restes fossiles, très partiels, ne sont composés que de quelques métatarses et d'un fragment altéré de tibia. Ils ont conduit à la création d'une espèce, renommée plusieurs fois, Teihivenator macropus (précédemment "Coelosaurus" antiquus puis "Laelaps" macropus), classée depuis comme nomen dubium.

## Historique
Les tyrannosauroïdes de la région des Appalaches sont mal connus car représentés par de rares restes fossiles très partiels. Les deux seuls taxons considérés comme valides dans cette région sont : Dryptosaurus aquilunguis et Appalachiosaurus montgomeriensis.

## Validité du genre
Dès 2017, C. D. Brownstein remet en cause la validité du genre défini la même année par Chan-gyu Yun. 
Le nom Teihivenator n'est pas valide car la publication qui le nomme est en ligne uniquement (Chan-gyu Yun), ce qui signifie qu'un enregistrement auprès de ZooBank (en) doit être présent dans l'article lors de sa publication. Cependant, le registre ZooBank n'a été ajouté qu'après la publication initiale, ce qui signifie qu'il ne satisfait pas à l'exigence pour être un taxon valablement publié. 
Pourtant, The Paleobiology Database ainsi que BioLib reconnaissent le genre, et l'espèce, comme valident et les référent à l'étude de Chan-Gyu Yun 2017. 
Brownstein considère le nouveau genre Teihivenator comme une chimère paléontologique construite à partir d'éléments mélangés de pattes arrière d'ornithomimosaures et de tyrannosauroïdes. Les différents restes osseux constituant les syntypes ayant conduit à l'érection du genre nouveau comprennent trois phalanges de pied d'ornithomimosaures, une extrémité proximale et une distale du métatarsien droit II d'un ornithomimosaure ou d'un tyrannosauroïde. Le fragment altéré de tibia, quant à lui, appartient à un tyrannosauroïde, distinct des deux genres connus dans les Appalaches (Dryptosaurus aquilunguis et Appalachiosaurus montgomeriensis) ; il est insuffisamment diagnostique pour en faire l'holotype d'un nouveau genre. 
Brownstein considère ainsi "Teihivenator macropus" comme un nomen dubium.